# Rhetus
Rhetus is een geslacht van vlinders uit de familie van de prachtvlinders (Riodinidae), onderfamilie Riodininae.
Rhetus werd in 1829 voor het eerst wetenschappelijk beschreven door Swainson.

## Soorten
Rhetus omvat de volgende soorten:
- Rhetus arcius (Linnaeus, 1763)
- Rhetus dysonii (Saunders, 1850)
- Rhetus periander (Cramer, 1777)